# Discocurtisia arundinariae
Discocurtisia arundinariae — вид грибів, що належить до монотипового роду  Discocurtisia.